# Нікерк (Вестерквартір)
Нікерк (нід. Niekerk) — село в нідерландській провінції Гронінген. Входить до муніципалітету Вестерквартір.
Його площа становить 1,03км², а населення станом на 2021 рік складало 1 365 осіб.
Перша згадка про населений пункт датується 1392 роком.

## Галерея

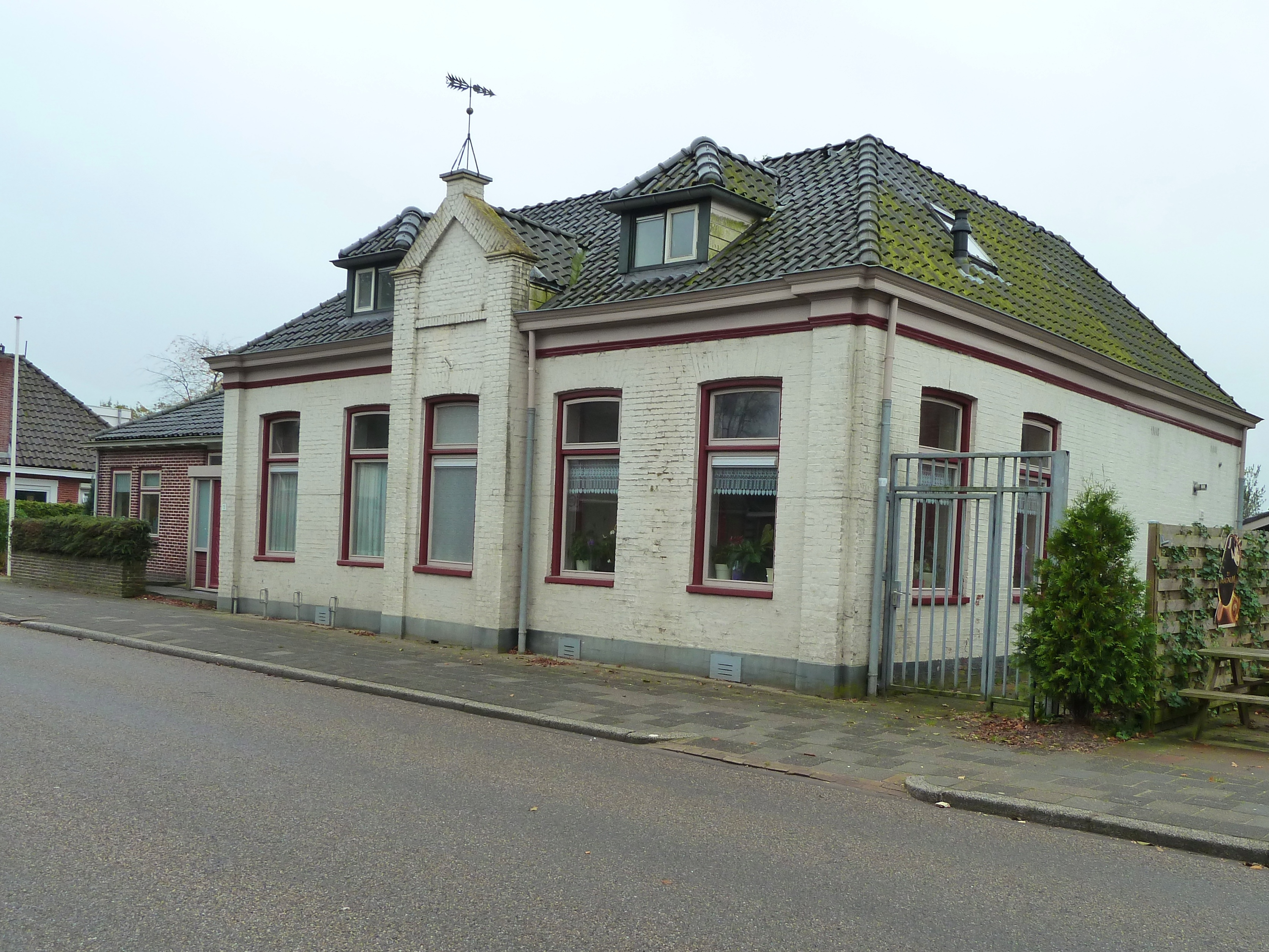
Будівля колишньої мерії
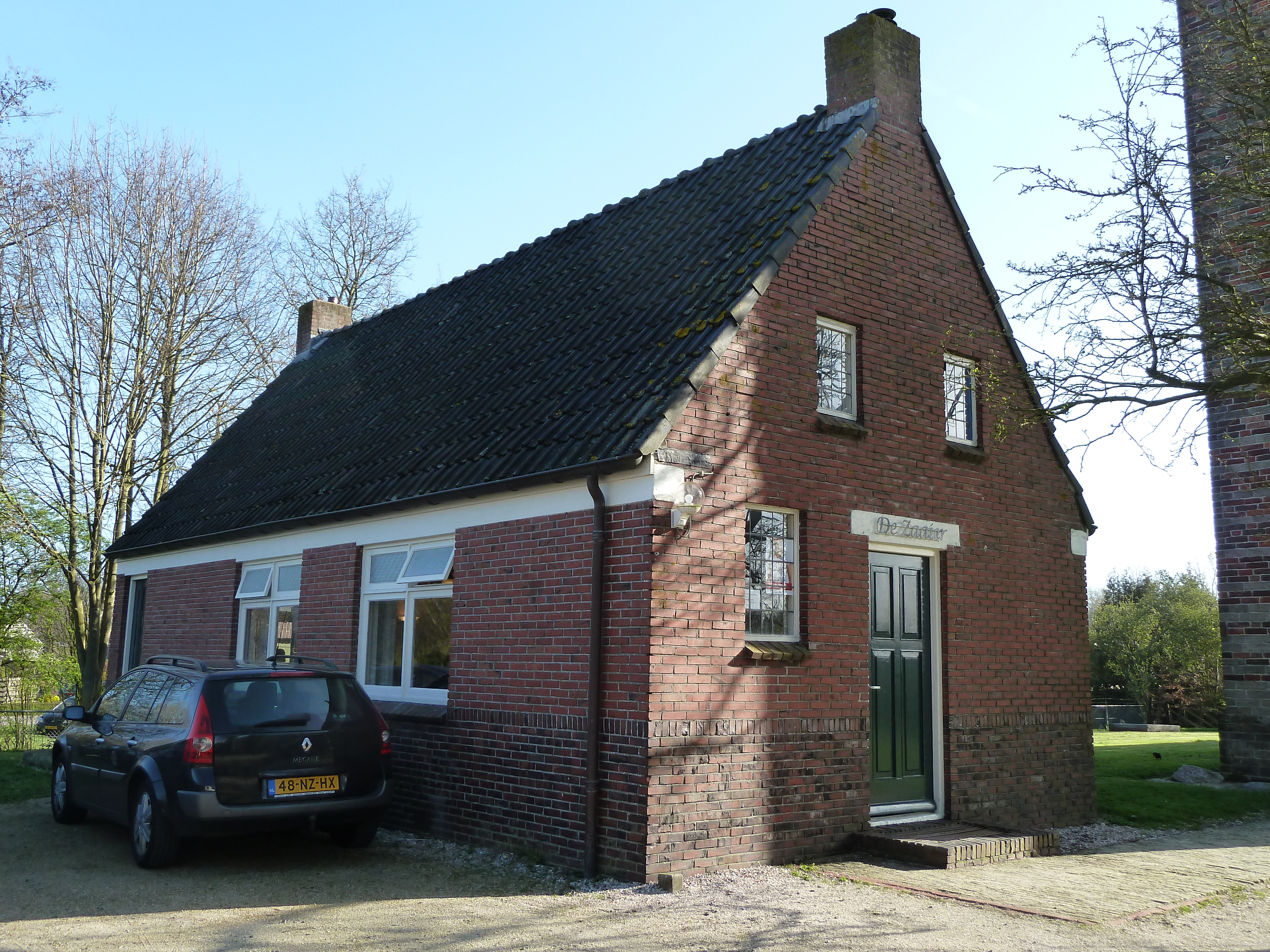
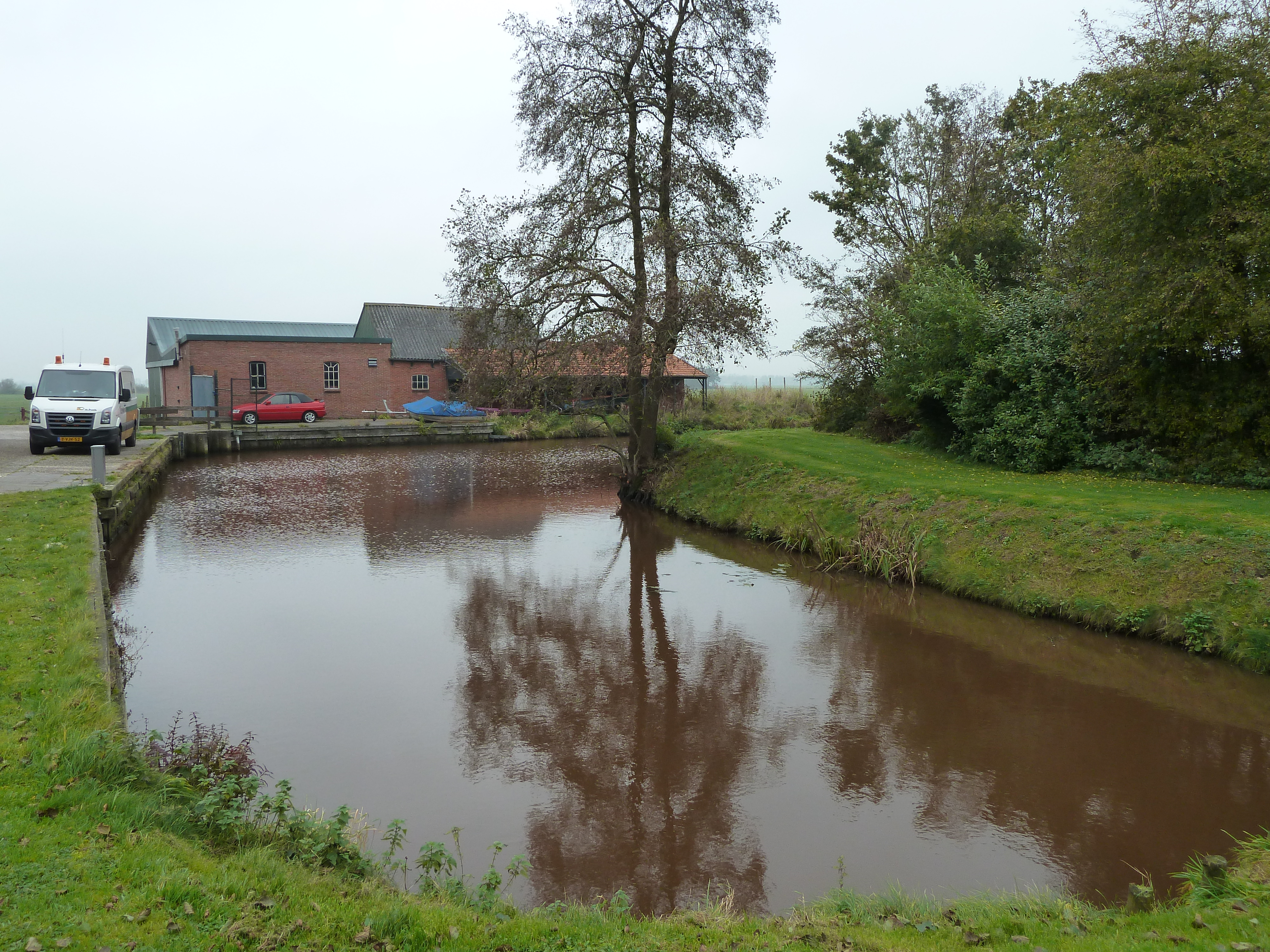
Колишня насосна станція
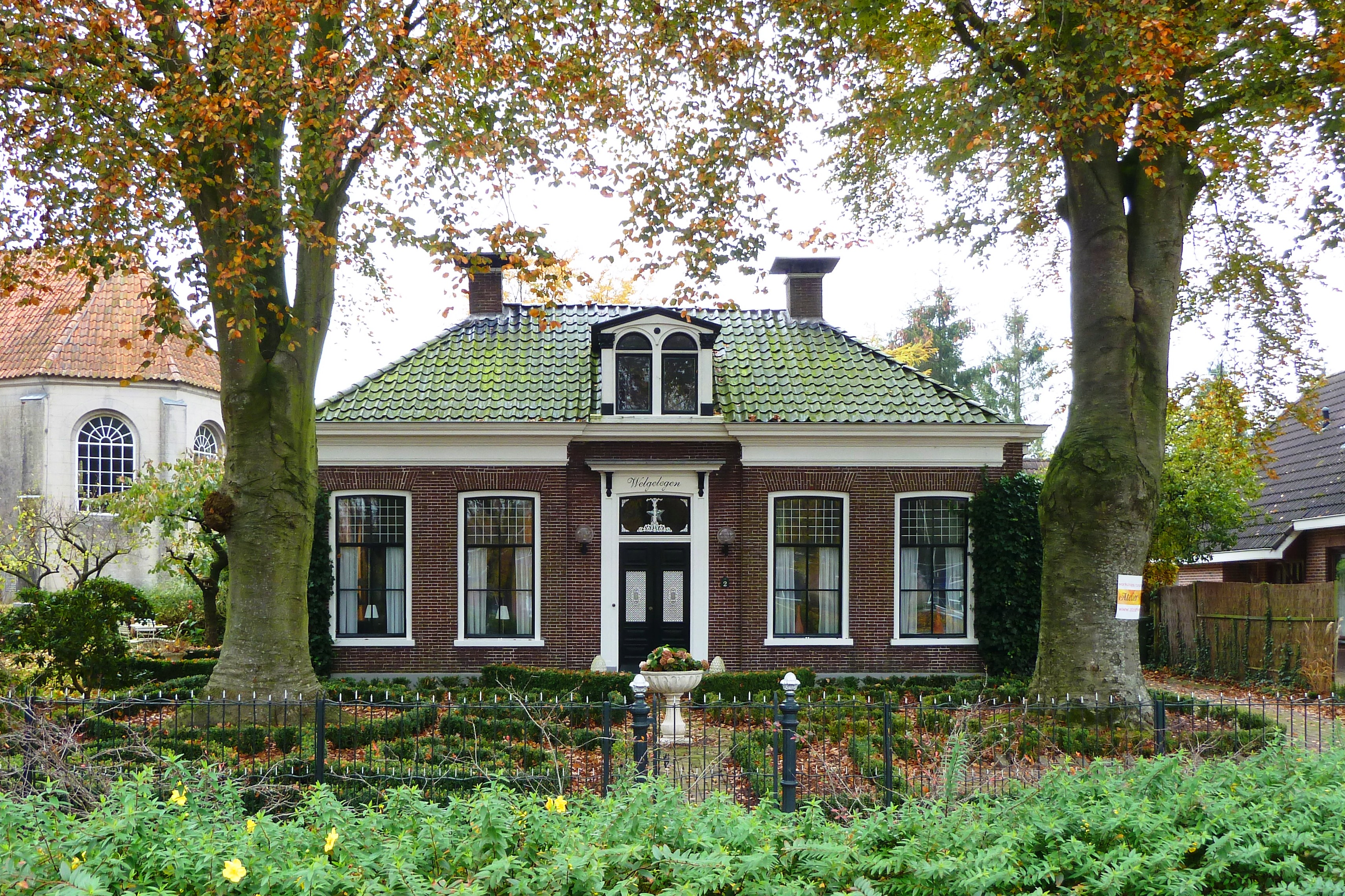
Будинок директора школи